# 1997-es Winston Cup Series
Az 1997-es NASCAR Winston Cup Series volt a legmagasabb osztályú amerikai szériaautó-versenyzés negyvenkilencedik szezonja (a huszonhatodik a modern érában). A szezonban 32 versenyt rendeztek, mely a Daytona 500-zal vette kezdetét és az Atlantában megrendezett NAPA 500-zal ért véget.
A bajnoki címet pályafutása során másodszor Jeff Gordon szerezte meg, Dale Jarrett és Mark Martin előtt. Gordon ebben az évben a Daytona 500-at is megnyerte.

## Versenyzők, csapatok

### Teljes szezon
| Gyártó    | Csapat                       | #  | Versenyző               | Versenymérnök                       |
| --------- | ---------------------------- | -- | ----------------------- | ----------------------------------- |
| Chevrolet | American Equipment Racing    | 96 | David Green (Ú)         | Sammy Johns                         |
| Chevrolet | Andy Petree Racing           | 33 | Ken Schrader            | Andy Petree                         |
| Chevrolet | Darrell Waltrip Motorsports  | 17 | Darrell Waltrip         | Jeff Hammond                        |
| Chevrolet | Diamond Ridge Motorsports    | 29 | Robert Pressley 10      | Wes Ward                            |
| Chevrolet | Diamond Ridge Motorsports    | 29 | Jeff Green 22           | Wes Ward                            |
| Chevrolet | Hendrick Motorsports         | 5  | Terry Labonte           | Gary DeHart                         |
| Chevrolet | Hendrick Motorsports         | 24 | Jeff Gordon             | Ray Evernham                        |
| Chevrolet | Hendrick Motorsports         | 25 | Ricky Craven 30         | Phil Hammer 1 Andy Graves 31        |
| Chevrolet | Hendrick Motorsports         | 25 | Todd Bodine 1           | Phil Hammer 1 Andy Graves 31        |
| Chevrolet | Hendrick Motorsports         | 25 | Jack Sprague 1          | Phil Hammer 1 Andy Graves 31        |
| Chevrolet | Larry Hedrick Motorsports    | 41 | Steve Grissom           | Charley Pressley                    |
| Chevrolet | Marcis Auto Racing           | 71 | Dave Marcis             | Bob Marcis                          |
| Chevrolet | Morgan-McClure Motorsports   | 4  | Sterling Marlin         | Robert Larkins                      |
| Chevrolet | Richard Childress Racing     | 3  | Dale Earnhardt          | Larry McReynolds                    |
| Chevrolet | Richard Childress Racing     | 31 | Mike Skinner (Ú)        | Kevin Hamlin                        |
| Chevrolet | Team SABCO                   | 40 | Robby Gordon (Ú) 21     | Mike Hillman                        |
| Chevrolet | Team SABCO                   | 40 | Joe Nemechek 1          | Mike Hillman                        |
| Chevrolet | Team SABCO                   | 40 | Wally Dallenbach, Jr. 1 | Mike Hillman                        |
| Chevrolet | Team SABCO                   | 40 | Greg Sacks 7            | Mike Hillman                        |
| Chevrolet | Team SABCO                   | 40 | Steve Park 1            | Mike Hillman                        |
| Chevrolet | Team SABCO                   | 40 | Elliott Sadler 1        | Mike Hillman                        |
| Chevrolet | Team SABCO                   | 42 | Joe Nemechek 31         | Tony Glover                         |
| Chevrolet | Team SABCO                   | 42 | Phil Parsons 1          | Tony Glover                         |
| Ford      | Bill Elliott Racing          | 94 | Bill Elliott            | Mike Beam                           |
| Ford      | Brett Bodine Racing          | 11 | Brett Bodine            | Donnie Richeson                     |
| Ford      | Butch Mock Motorsports       | 75 | Rick Mast               | Dave Charpentier                    |
| Ford      | Cale Yarborough Motorsports  | 98 | John Andretti           | Tony Furr                           |
| Ford      | Donlavey Racing              | 90 | Dick Trickle 31         | Bob Johnson 4 Tommy Baldwin, Jr. 21 |
| Ford      | Donlavey Racing              | 90 | Dorsey Schroeder 1      | Bob Johnson 4 Tommy Baldwin, Jr. 21 |
| Ford      | FILMAR Racing                | 81 | Kenny Wallace           | Newt Moore                          |
| Ford      | Geoff Bodine Racing          | 7  | Geoff Bodine 31         | Pat Tryson                          |
| Ford      | Geoff Bodine Racing          | 7  | Todd Bodine 1           | Pat Tryson                          |
| Ford      | Jasper Motorsports           | 77 | Bobby Hillin, Jr. 13    | Terry Whooten                       |
| Ford      | Jasper Motorsports           | 77 | Morgan Shepherd 11      | Terry Whooten                       |
| Ford      | Jasper Motorsports           | 77 | Robert Pressley 8       | Terry Whooten                       |
| Ford      | Kranefuss-Haas Racing        | 37 | Jeremy Mayfield         | Paul Andrews                        |
| Ford      | Penske Racing South          | 2  | Rusty Wallace           | Robin Pemberton                     |
| Ford      | Robert Yates Racing          | 28 | Ernie Irvan             | Marc Reno                           |
| Ford      | Robert Yates Racing          | 88 | Dale Jarrett            | Todd Parrott                        |
| Ford      | Rudd Performance Motorsports | 10 | Ricky Rudd              | Jim Long                            |
| Ford      | Stavola Brothers Racing      | 8  | Hut Stricklin           | Bill Ingle                          |
| Ford      | Travis Carter Enterprises    | 23 | Jimmy Spencer           | Donnie Wingo                        |
| Ford      | Triad Motorsports            | 78 | Billy Standridge 16     | Bill Hayes 7 Bob Johnson 20         |
| Ford      | Triad Motorsports            | 78 | Tom Hubert 1            | Bill Hayes 7 Bob Johnson 20         |
| Ford      | Triad Motorsports            | 78 | Bobby Hillin, Jr. 3     | Bill Hayes 7 Bob Johnson 20         |
| Ford      | Triad Motorsports            | 78 | Gary Bradberry 12       | Bill Hayes 7 Bob Johnson 20         |
| Ford      | Wood Brothers Racing         | 21 | Michael Waltrip         | Leonard Wood                        |
| Ford      | Roush Racing                 | 6  | Mark Martin             | Jimmy Fennig                        |
| Ford      | Roush Racing                 | 16 | Ted Musgrave            | James Ince                          |
| Ford      | Roush Racing                 | 99 | Jeff Burton             | Buddy Parrott                       |
| Pontiac   | Roush Racing                 | 97 | Chad LittleAll          | Harold Holly                        |
| Pontiac   | Mark Rypien Motorsports      | 97 | Chad LittleAll          | Harold Holly                        |
| Pontiac   | Bahari Racing                | 30 | Johnny Benson, Jr.      | Doug Hewitt                         |
| Pontiac   | Bill Davis Racing            | 22 | Ward Burton             | Chris Hussey                        |
| Pontiac   | Joe Gibbs Racing             | 18 | Bobby Labonte           | Jimmy Makar                         |
| Pontiac   | MB2 Motorsports              | 36 | Derrike Cope            | Ryan Pemberton                      |
| Pontiac   | Petty Enterprises            | 43 | Bobby Hamilton          | Robbie Loomis                       |
| Pontiac   | PE2                          | 44 | Kyle Petty              | Bobby Kennedy                       |
| Pontiac   | Precision Products Racing    | 1  | Morgan Shepherd 20      | Michael McSwain                     |
| Pontiac   | Precision Products Racing    | 1  | Jerry Nadeau 5          | Michael McSwain                     |
| Pontiac   | Precision Products Racing    | 1  | Mike Wallace 1          | Michael McSwain                     |
| Pontiac   | Precision Products Racing    | 1  | Lance Hooper 6          | Michael McSwain                     |

### Részszezon
| Gyártó    | Csapat                      | #  | Versenyző             | Versenymérnök      | Versenyek |
| --------- | --------------------------- | -- | --------------------- | ------------------ | --------- |
| Chevrolet | BACE Motorsports            | 74 | Randy LaJoie          |                    | 1         |
| Chevrolet | Barkdoll Racing             | 73 | Phil Barkdoll         |                    | 2         |
| Chevrolet | Barkdoll Racing             | 73 | Joe Nemechek          |                    | 1         |
| Chevrolet | Dale Earnhardt, Inc.        | 14 | Steve Park            | Philippe Lopez     | 7         |
| Chevrolet | Darrell Waltrip Motorsports | 26 | Rich Bickle           | Dave McCarty       | 1         |
| Chevrolet | Ken Schrader Racing         | 52 | Jack Sprague          |                    | 1         |
| Chevrolet | LAR Motorsports             | 12 | Jeff Purvis           | Philippe Lopez     | 3         |
| Chevrolet | LJ Racing                   | 91 | Mike Wallace          | Doug Richert ?     | 15        |
| Chevrolet | LJ Racing                   | 91 | Loy Allen, Jr.        | Doug Richert ?     | 1         |
| Chevrolet | LJ Racing                   | 91 | Greg Sacks            | Doug Richert ?     | 2         |
| Chevrolet | LJ Racing                   | 91 | Ron Hornaday, Jr.     | Doug Richert ?     | 1         |
| Chevrolet | LJ Racing                   | 91 | Kevin Lepage          | Doug Richert ?     | 4         |
| Chevrolet | Miller Racing               | 08 | Mike Miller           |                    | 1         |
| Chevrolet | Norm Benning Racing         | 84 | Norm Benning          |                    | 1         |
| Chevrolet | Team SABCO                  | 46 | Wally Dallenbach, Jr. | Terry Shirley      | 24        |
| Chevrolet | T.R.I.X. Racing             | 79 | Randy MacDonald       |                    | 3         |
| Ford      | A. J. Foyt Enterprises      | 50 | A. J. Foyt            |                    | 1         |
| Ford      | Bill Elliott Racing         | 92 | Ron Barfield, Jr.     |                    | 1         |
| Ford      | Bud Moore Engineering       | 15 | Larry Pearson         |                    | 2         |
| Ford      | Bud Moore Engineering       | 15 | Greg Sacks            | 1                  |           |
| Ford      | David Blair Motorsports     | 27 | Rick Wilson           | Slugger Labbe      | 4         |
| Ford      | David Blair Motorsports     | 27 | Kenny Irwin, Jr.      | Slugger Labbe      | 5         |
| Ford      | H.L. Waters Racing          | 0  | Delma Cowart          |                    | 1         |
| Ford      | H.S. Die Racing Team        | 61 | Tim Steele            |                    | 1         |
| Ford      | Melling Racing              | 9  | Lake Speed            | Jeff Buice         | 25        |
| Ford      | Melling Racing              | 9  | Jeff Davis            | Jeff Buice         | 1         |
| Ford      | Ranier-Walsh Racing         | 20 | Greg Sacks            | Tommy Baldwin, Jr. | 8         |
| Ford      | Ranier-Walsh Racing         | 20 | Lance Hooper          | Tommy Baldwin, Jr. | 2         |
| Ford      | Sadler Brothers Racing      | 95 | Gary Bradberry        | Lee Leslie         | 2         |
| Ford      | Sadler Brothers Racing      | 95 | Ed Berrier            | Lee Leslie         | 12        |
| Ford      | Standridge Motorsports      | 47 | Billy Standridge      |                    | 1         |
| Ford      | TriStar Motorsports         | 19 | Loy Allen, Jr.        | Peter Sospenzo     | 2         |
| Ford      | TriStar Motorsports         | 19 | Gary Bradberry        | Peter Sospenzo     | 12        |
| Ford      | Ultra Motorsports           | 02 | Mike Bliss            |                    | 2         |
| Pontiac   | Bailey Racing               | 66 | H. B. Bailey          |                    | 1         |
| Pontiac   | Buckshot Racing             | 00 | Buckshot Jones        | Ricky Pearson      | 1         |
| Pontiac   | ISM Racing                  | 35 | Todd Bodine           |                    | 2         |

## Versenynaptár
| #  | Verseny                           | Helyszín                                      | Időpont        |
| -- | --------------------------------- | --------------------------------------------- | -------------- |
|    | Busch Clash                       | Daytona International Speedway, Daytona Beach | Február 9.     |
|    | Gatorade 125s                     | Daytona International Speedway, Daytona Beach | Február 13.    |
| 1  | Daytona 500                       | Daytona International Speedway, Daytona Beach | Február 16.    |
| 2  | Goodwrench Service 400            | North Carolina Speedway, Rockingham           | Február 22.    |
| 3  | Pontiac Excitement 400            | Richmond International Raceway, Richmond      | Március 2.     |
| 4  | Primestar 500                     | Atlanta Motor Speedway, Hampton               | Március 9.     |
| 5  | TranSouth Financial 400           | Darlington Raceway, Darlington                | Március 23.    |
| 6  | Interstate Batteries 500          | Texas Motor Speedway, Fort Worth              | Április 6.     |
| 7  | Food City 500                     | Bristol Motor Speedway, Bristol               | Április 13.    |
| 8  | Goody's Headache Powder 500       | Martinsville Speedway, Ridgeway               | Április 20.    |
| 9  | Save Mart Supermarkets 300        | Sears Point Raceway, Sonoma                   | Május 4.       |
| 10 | Winston 500                       | Talladega Superspeedway, Talladega            | Május 10.      |
|    | Winston Open                      | Charlotte Motor Speedway, Concord             | Május 17.      |
|    | The Winston                       | Charlotte Motor Speedway, Concord             | Május 17.      |
| 11 | Coca-Cola 600                     | Charlotte Motor Speedway, Concord             | Május 25.      |
| 12 | Miller 500                        | Dover Downs International Speedway, Dover     | Június 1.      |
| 13 | Pocono 500                        | Pocono Raceway, Long Pond                     | Június 8       |
| 14 | Miller 400                        | Michigan International Speedway, Brooklyn     | Június 15.     |
| 15 | California 500 Presented by NAPA  | California Speedway, Fontana                  | Június 22.     |
| 16 | Pepsi 400                         | Daytona International Speedway, Daytona Beach | Július 5.      |
| 17 | Jiffy Lube 300                    | New Hampshire International Speedway, Loudon  | Július 13.     |
| 18 | Pennsylvania 500                  | Pocono Raceway, Long Pond                     | Július 20.     |
| 19 | Brickyard 400                     | Indianapolis Motor Speedway, Speedway         | Augusztus 3.   |
| 20 | The Bud at the Glen               | Watkins Glen International, Watkins Glen      | Augusztus 10.  |
| 21 | DeVilbiss 400                     | Michigan International Speedway, Michigan     | Augusztus 17.  |
| 22 | Goody's Headache Powder 500       | Bristol Motor Speedway, Bristol               | Augusztus 23.  |
| 23 | Mountain Dew Southern 500         | Darlington Raceway, Darlington                | Augusztus 31.  |
| 24 | Exide NASCAR Select Batteries 400 | Richmond International Raceway, Richmond      | Szeptember 6.  |
| 25 | CMT 300                           | New Hampshire International Speedway, Loudon  | Szeptember 14. |
| 26 | MBNA 400                          | Dover Downs International Speedway, Dover     | Szeptember 21. |
| 27 | Hanes 500                         | Martinsville Speedway, Ridgeway               | Szeptember 29. |
| 28 | UAW-GM Quality 500                | Charlotte Motor Speedway, Concord             | Október 5.     |
| 29 | DieHard 500                       | Talladega Superspeedway, Talladega            | Október 12.    |
| 30 | AC Delco 400                      | North Carolina Speedway, Rockingham           | Október 27.    |
| 31 | Dura Lube 500 Presented by Kmart  | Phoenix International Raceway, Phoenix        | November 2.    |
| 32 | NAPA 500                          | Atlanta Motor Speedway, Hampton               | November 16.   |
|    | NASCAR Thunder Special Suzuka     | Suzuka Circuit, Suzuka                        | November 23.   |

## Végeredmény
1. Jeff Gordon - 4710
2. Dale Jarrett - 4696
3. Mark Martin - 4681
4. Jeff Burton - 4285
5. Dale Earnhardt - 4216
6. Terry Labonte - 4177
7. Bobby Labonte - 4101
8. Bill Elliott - 3836
9. Rusty Wallace - 3598
10. Ken Schrader - 3576
11. Johnny Benson - 3575
12. Ted Musgrave - 3556
13. Jeremy Mayfield - 3547
14. Ernie Irvan - 3534
15. Kyle Petty - 3455
16. Bobby Hamilton - 3450
17. Ricky Rudd - 3330
18. Michael Waltrip - 3173
19. Ricky Craven - 3108
20. Jimmy Spencer - 3079
21. Steve Grissom - 3061
22. Geoff Bodine - 3046
23. John Andretti - 3019
24. Ward Burton - 2987
25. Sterling Marlin - 2954
26. Darrell Waltrip - 2942
27. Derrike Cope - 2901
28. Joe Nemechek - 2754
29. Brett Bodine - 2716
30. Mike Skinner (Ú) - 2669
31. Dick Trickle - 2629
32. Rick Mast - 2569
33. Kenny Wallace - 2462
34. Hut Stricklin - 2423
35. Lake Speed - 2301
36. Chad Little - 2081
37. David Green (Ú) - 2038
38. Morgan Shepherd - 2033
39. Jeff Green (Ú) - 1624
40. Robby Gordon (Ú) - 1495
41. Wally Dallenbach, Jr. - 1475
42. Dave Marcis - 1405
43. Robert Pressley - 984
44. Gary Bradberry - 868
45. Greg Sacks - 778
46. Mike Wallace - 541
47. Bobby Hillin, Jr. - 511
48. Lance Hooper - 402
49. Kenny Irwin, Jr. - 390
50. Billy Standridge - 366